# Román Zarubin
Román Alexándrovich Zarubin (en ruso: Роман Александрович Зарубин; Bélaya Kalitvá, URSS, 4 de diciembre de 1976) es un deportista ruso que compitió en piragüismo en la modalidad de aguas tranquilas.
Ganó siete medallas en el Campeonato Mundial de Piragüismo entre los años 1998 y 2009, y seis medallas en el Campeonato Europeo de Piragüismo entre los años 1999 y 2009.
Participó en los Juegos Olímpicos de Sídney 2000, ocupando el séptimo lugar en la prueba de K4 1000 m.

## Palmarés internacional
| Campeonato Mundial | Campeonato Mundial     | Campeonato Mundial | Campeonato Mundial |
| Año                | Lugar                  | Medalla            | Competición        |
| ------------------ | ---------------------- | ------------------ | ------------------ |
| 1998               | Szeged (Hungría)       | Medalla de bronce  | K4 500 m           |
| 1999               | Milán (Italia)         | Medalla de plata   | K2 200 m           |
| 1999               | Milán (Italia)         | Medalla de plata   | K4 500 m           |
| 2001               | Poznań (Polonia)       | Medalla de oro     | K4 500 m           |
| 2001               | Poznań (Polonia)       | Medalla de plata   | K4 200 m           |
| 2001               | Poznań (Polonia)       | Medalla de bronce  | K4 1000 m          |
| 2009               | Dartmouth (Canadá)     | Medalla de bronce  | K4 200 m           |
| Campeonato Europeo |                        |                    |                    |
| Año                | Lugar                  | Medalla            | Competición        |
| 1999               | Zagreb (Croacia)       | Medalla de oro     | K4 200 m           |
| 1999               | Zagreb (Croacia)       | Medalla de oro     | K4 500 m           |
| 2001               | Milán (Italia)         | Medalla de oro     | K4 500 m           |
| 2001               | Milán (Italia)         | Medalla de plata   | K4 200 m           |
| 2004               | Poznań (Polonia)       | Medalla de bronce  | K4 200 m           |
| 2009               | Brandeburgo (Alemania) | Medalla de plata   | K4 200 m           |